# Two Lovers
Two Lovers is een romantische dramafilm uit 2008. De regie lag in handen van James Gray. De film was gebaseerd op het kortverhaal Witte nachten van Fjodor Dostojevski, dat al voor de zevende keer verfilmd werd. Hij ging in première op het filmfestival van Cannes waar hij in de officiële competitie zat, maar de prijs verloor van Entre les murs van Laurent Cantet.

## Verhaal
Leonard (Joaquin Phoenix) is een aantrekkelijke, maar depressieve man die na een pijnlijke breuk in zijn liefdesleven weer bij zijn ouders is gaan wonen. Zijn ouders proberen hem weer aan een nieuwe vriendin te helpen, maar hun pogingen blijken niet aan Leonard besteed. Dan ziet hij op een avond vanuit zijn raam de mysterieuze Michelle (Gwyneth Paltrow). Zij woont sinds kort in hetzelfde gebouw, in een appartement dat betaald wordt door een rijke man met wie zij omgaat.

## Achtergrond
Two Lovers is losjes gebaseerd op Dostojevski's kortverhaal Witte nachten. Opmerkelijk zijn de scènes en gesprekken tussen Michelle en Leonard, vanuit ramen op de binnenplaats, die een hommage zijn aan Rear Window van Alfred Hitchcock. Ook aan Les Quatre Cents Coups van François Truffaut maakte James Gray een hommage, met de scène waarin Joaquin Phoenix wandelt over het strand om een paar stappen in de oceaan te nemen. Ten slotte werd de laatste scène geïnspireerd op de epiloog van L'Éducation sentimentale door Gustave Flaubert. De film werd opgenomen in november 2007, in New York en een aantal locaties in New Jersey zoals Hoboken, Jersey City en Lincoln Park met een budget van ongeveer 12.000.000 dollar. Het was de laatste film van Joaquin Phoenix voor zijn "pensioen", dat uiteindelijk een hoax bleek te zijn voor een mockumentary. De première vond plaats op het filmfestival van Cannes in 2008.

## Rolverdeling
- Joaquin Phoenix - Leonard Kraditor
- Gwyneth Paltrow - Michelle Rausch
- Vinessa Shaw - Sandra Cohen
- Isabella Rossellini - Mrs. Ruth Kraditor
- Moni Moshonov - Mr. Reuben Kraditor
- Elias Koteas - Ronald Blatt
- Bob Ari - Mr. Michael Cohen
- Julie Budd - Mrs. Carol Cohen